# Hereheretue
Hereheretue (más néven Hiri-oro) egy kis atoll sziget a Dél-Csendes-óceánon. A terület politikailag Francia Polinéziához tartozik. Hereheretue a Tuamotu-szigetek egyik alcsoportjának, a Gloucester herceg szigetcsoportnak a része. A Gloucester herceg-szigetek a Tuamotu szigetcsoport délnyugati részén található. A Gloucester herceg-szigetek másik három tagja Anuanuraro, Anuanurunga és Nukutepipi. A szigetcsoport legkeletibb szigete Nukutepipi és a legnyugatibb Hereheretue. A kettő között lévő távolság mintegy 270 km. Napuka Tahititől 488 km-re délkeletre található.
A trapéz alakú atoll 9 km hosszú, maximális szélessége 7 km. Lagúnája 7 km2 területű. Az alacsony korallszigetekre jellemzően Hereheretue száraz, népessége alacsony létszámú. Hereheretue lakossága 58 fő volt a 2002-es népszámláláskor. A fő település a szigeten Otetou.

## Története
1606-ban említik először európai írások Hereheretue szigetét. Pedro Fernandes de Queirós portugál hajós először San Pablo szigetnek nevezte el. Az első hivatalos feljegyzést 1822-ben tette a Britomart névre hallgató brit hajó, amely a Britomart-sziget nevet adta a szigetnek. 1840-ben Charles Wilkes amerikai hajós is a szigetre látogatott, aki San Pablo néven tesz rá említést.
A 19. században Hereheretue szigetét magukhoz csatolták a franciák, amelyen akkor 25 fő élt.
1962-ben létesítettek a szigeten egy meteorológiai állomást. 1983-ban egy jelentős trópusi ciklon miatt ki kellett telepíteni a teljes lakosságot az atollról.

## Közigazgatás
Közigazgatásilag a Gloucester herceg-szigetek négy atollja Anuanuraro, Anuanurunga és Nukutepipi is Hereheretue települési önkormányzathoz (commune) tartozik.

## Gazdaság
A sziget fő gazdasági tevékenysége a kókuszból készített kopra.

## További információ
- Atoll lista (franciául) Archiválva 2007. február 28-i dátummal a Wayback Machine-ben